# 世界说
《世界说》是财新传媒旗下的新媒体产品。

## 简介
《世界说》由媒体人安替创建于2015年，主要通过海外专员从事国际新闻深度报道和评论。 现任首席执行官为安替。
母公司为北京世界说科技有限公司，世界说APP由财新传媒和今日头条联合孵化。 初始投资方包括今日头条。2019年，世界说APP运营主体北京世界说科技有限公司注册资本增资236万余元。

## 奖项
- 2017年，获新浪微博“2017十大影响力海外媒体机构”奖。[8]
- 2018年，获2017-2018年度中非报道奖“最佳时事报道奖”。[9]